# Перегринація, або Паломництво до Святої Землі
«Перегринація, або Паломництво до Святої Землі»і (лат.: «Hierosolymitana peregrinatio ill. p. Nicolai Christophori Radziwili, ducis in Olyka, epistolis comprehensa») — книга, написана Миколаєм-Христофором Радзивіллом (Сиріткою) латинською мовою, в якій він описує свою подорож в 1582-1584 роках до Святої Землі. Опубліковано в Бранево в 1601 році. Пізніше книгу двічі перевидавали латиною, у 1610 та 1753 роках.

## Історія створення
Письменник обрав виразний жанр для літературного самовираження — листи другові (всього 4): письменника до читача. Цей вибір жанру не випадковий, адже така форма мистецтва дозволила зняти умовні бар'єри, наблизити читача до авторської думки, її вражень. Особливості творчого методу Радзивілла проявились у характері його вибору предметів та об'єктів літературної рефлексії, художньо-тематичних пріоритетів.
Важливе місце у творі займають географічна та геологічна тематика. Це помітно в описах історичних земель — Галілеї, Самарії, Віфанії. Описуючи Галілею, автор, наприклад, наводив інформацію про її ландшафт, рілля, рослинність, етнічний склад мешканців, їх основні господарські заняття. Не залишилися осторонь і знамениті водойми: моря — Адріатичне, річки — Йордан, Ніл, Барада, Ель-Аавадж, озеро Кінерет. Як правило, Радзивілл звертає увагу на їх розміри — протяжність, глибину, довжину та ширину. У «Перегринації» багато місця приділяється горам, зокрема, згаданим — Оливковій горі, Фавору, Кармелю та ін. Серед ключових тем — висота гір, форма їх вершин, рослинність, споруди на схилах. Автор детально описує острови — Крит, Керкіру, Кіпр та Сицилію. Письменник подав інформацію про вітри, відомі під місцевими назвами — Каурен, Африк.
Друге найважливіше місце в «Перегринації» посідає міська тематика. Миколай-Христофор Радзивілл особливо бережно записував інформацію про міста та селища. На сторінках твору можна знайти детальну інформацію про Каїр, Сур, Яффу, Єрихон, Александрію, Єрусалим, Триполі, Баальбек, Дамаск, Кир'ят-Сефер, руїни Гортина, Астуна. Найважливіші теми в описах міст — це географічне положення міст, кількість жителів, їх роль як торгових та промислових центрів, оборонні споруди, доглянутість вулиць, хто і коли був правителем міста. Автор акцентує увагу на окремих будівлях, насамперед, церквах та монастирях — Єрусалимському храмі, церкві св. Івана Хрестителя, церква св. Марія де Карпіньяно; описує порти — Далмація; палаци і будинки — Палац Соломона в Баальбекі, дім Іуди, палац Ірода. Єгипетські піраміди викликали у письменника особливе захоплення.
Значне місце у творі належить біоморфній темі, яка помітна у доповідях про властивості тварин і птахів — хамелеона, крокодила, страуса, морського коника, чижа, верблюда, куріпки. Автор барвисто описує зовнішність домашніх та диких тварин, їх поведінку. Рослинний світ широко представлений у творі. Письменник прагне записати інформацію про дикі та культурні рослини, їх властивості, зовнішній вигляд, запах та смак. Так, автор повідомляє про манну крупу, дерева касії, бальсове дерево, пальми, єрихонську троянду.
На сторінках твору значне місце займають етнологічні теми, розкриття звичаїв та традицій народів Близького Сходу та Африки — турків, арабів, друзів. Автор зазвичай пише про спосіб життя, соціальну ієрархію, економіку, страви та харчування, одяг, релігійні обряди, хвороби, виховання дітей, військові турніри, соціальний статус жінки, похоронні звичаї, весілля, танці, поведінку світських правителів та церковних ієрархів, стосунки із сусідніми народами. 3 внутрішнім протестом письменник повідомляє про торгівлю рабами на Близькому Сході.
Намагаючись заінтригувати читача, підтримати його інтерес, автор зосередився на різних авантюрах, незвичних подіях, стихійних лихах — бурях, штормах, сутичках з розбійниками, небезпечних ситуаціях. Автор переказує біблійні легенди, а також розповіді з римської та грецької міфології, чимало народних казок — про скарб, знайдений чорнокнижником у кількості 30000 дукатів у литому золоті, про заснування Парісом міста Паренсії, про султана Асана. Автор змішує напівфантастичні історії та розповіді людей, яких він нібито зустрічав, про різні чудеса та незвичайні явища.
Творчий діапазон Миколая-Христофора Радзивілла був надзвичайно широким. Як справжній майстер слова, він зображав багатогранне життя у всіх його проявах і вимірах, прагнучи повністю задовольнити естетичні смаки та інтереси своїх читачів.

## Видання
«Перегринація» двічі перевидавалася латиною, у 1610 році та у 1753 році. Польською мовою відомі вісім видань (Краків, 1607, 1609, 1611, 1617, 1628, 1683, 1745; Вроцлав, 1847). У першій половині XVII століття з 4-го польського видання (1617 рік) з'явився переклад «Перегринації» російською мовою. У Росії твір довгий розповсюджувався в рукописах. Збереглися шість його списків. У 1879 році, згідно з одним із старовинних московських оригіналів, «Перегринація» була опублікована Петром Гільтебрандтом («Прихід у Святу землю князя Радивіла Сирітки 1582—1584» Санкт-Петербург, 1879). Перекладено на сучасну білоруську мову у виданні: Mikolaja Krzysztofa Radziwila Pielgrzymka do Ziemi Świętej.Tłómaczona przez X. Andrzeja Wargockiego. Wrocław, 1847.